# San Pedro Tláhuac
San Pedro Tláhuac, o simplemente Tláhuac, es la cabecera de la alcaldía de Tláhuac y uno de los siete pueblos de esa demarcación ubicada en el sureste de la Ciudad de México. Se localiza aproximadamente en el centro de la delegación, a unos 30 kilómetros de distancia del centro de la Ciudad de México. 
El pueblo fue fundado en la época prehispánica en una isla que se conoció como Cuitláhuac. Al parecer tuvo una ocupación importante en el Clásico mesoamericano, en una época contemporánea con Teotihuacan. En el Posclásico Temprano fue ocupado por grupos nahuas y fue sede de un convento domínico durante la Colonia.

## Relieve
El relieve de San Pedro Tláhuac es sin ninguna elevación, la mayoría de sus calles en especial las del nor-poniente fueron canales y chinampas. Tiene grandes extensiones de chinampas y canales que se conectan con Xochimilco y son utilizados como tierras de cultivo.

## Historia

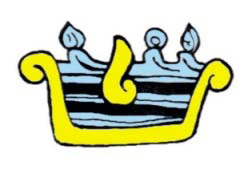
Glifo de Tláhuac

Tláhuac se fundó en una isla, casi en el centro del antiguo lago de Xochimilco. Los primeros pobladores debieron asentarse ahí hacia fines del siglo XII, en 1430, después de que Itzcóatl y Nezahualcóyotl, señores de México y Texcoco, acabaran con el imperio de Azcapotzalco.
Durante la conquista, los franciscanos construyeron el actual templo de San Pedro Apóstol a principios del siglo XVI. Aunque fue hecha de material poco resistente y con madera, el edificio contaba con tres naves a finales del siglo XVI pasando a poder de los dominicos.
Tláhuac no fue escenario importante de la historia de México durante la Independencia. Fue hasta la Revolución cuando la Zona Sudoriental del Distrito Federal, en especial por su colindancia con el Estado de Morelos, fue escenario de la entrada a la Ciudad de México de Emiliano Zapata, para llegar a lo que hoy es San Francisco Tlaltenco ya que ahí tenía un cuartel.

## Economía
Las principales fuentes de economía son los comercios de barrio, pues a pesar de que muchos habitantes principalmente en edad escolar (media superior y superior) y productiva realizan sus actividades a puntos de la ciudad, San Pedro Tláhuac no es ciudad dormitorio, debido a la gran actividad de la burocracia de la alcaldía, escuelas, actividad comercial y turística.
Después de la gran actividad comercial, la agricultura representa otra de las grandes actividades económicas del pueblo. 
Las chinampas son las principales tierras de cultivo, seguidos por la ciénaga y el ejido. 
Los principales productos agrícolas que se producen son acelgas, betabel, brócoli, calabaza y sus flores, cilantro, coliflor, espinaca, lechugas en sus variedades (francesa o mantequilla, italiana, orejona y romana), maíz, rábano, verdolaga. Algunos productores utilizan la agricultura protegida para cultivar jitomates. 
También se produce flor se Cempasúchil y Nochebuena.

## Patrimonio

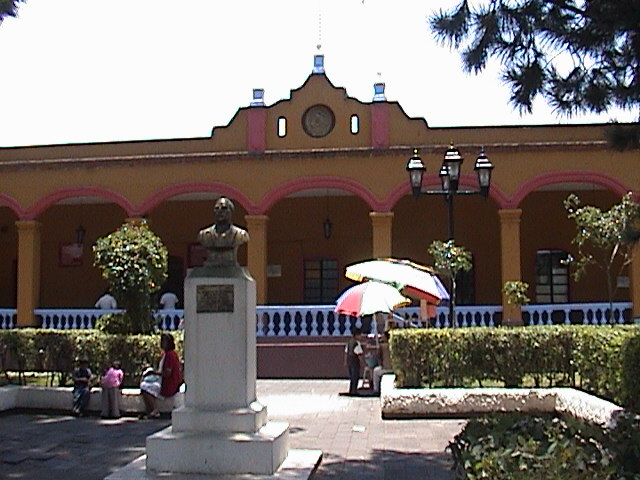
Antiguo palacio de gobierno, monumento histórico

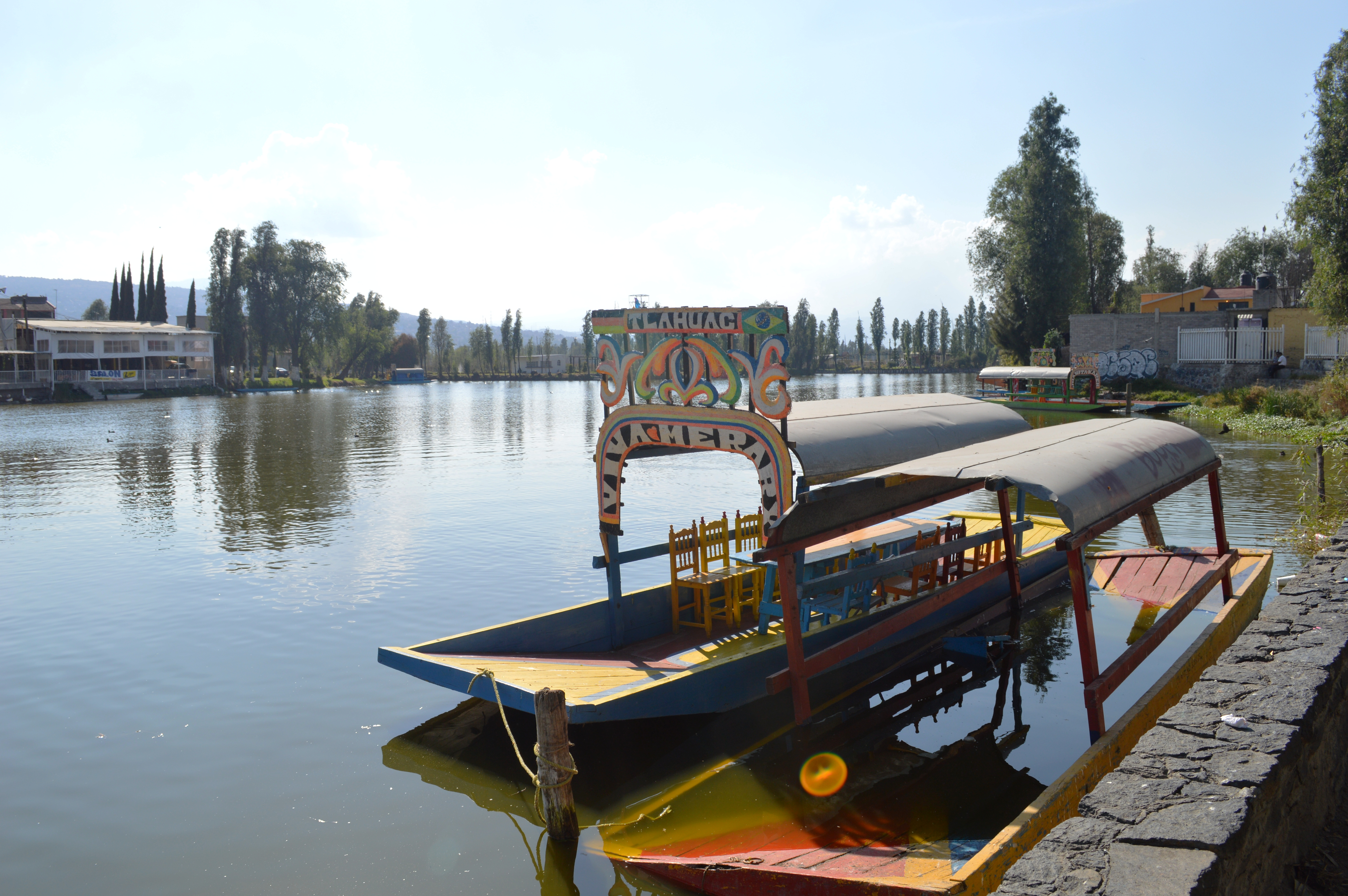
Lago de los reyes

El pueblo cuenta con dos construcciones catalogadas por el INAH como monumento histórico. Estos son el Templo y ex-convento de San Pedro el cual data del siglo XVI con modificaciones en los siglos posteriores y el Antiguo palacio de gobierno que data del siglo XIX.

## Festividades
Al ser un pueblo originario, donde hubo un sincretismo y evangelización, la mayoría de las festividades giran en torno a la fe católica. Sin embargo hay festividades que tienen un carácter más popular.

### Fiestas Religiosas
- Año Nuevo 1 de enero

Este día se celebra por ser el primero del año. Se ofician Misas en la Parroquia, diferentes bandas de viento recorren los barrios y/o se presentan en el kiosco.
- Santo Jubileo, del 6-10 de febrero

Se trata de la segunda fiesta más importante del pueblo en terminos religiosos,y consiste en 40 horas de adoración al Santísimo Sacramento.
El día 6 de febrero por la tarde, el pueblo de San Pedro Tláhuac recibe del pueblo de Santiago Tulyehualco al Santísimo en los límites de los dos pueblos y se lleva en procesión a la parroquia, pasando por los barrios y colonias del sur del pueblo.
Los días 7, 8 y 9 las actividades son en la parroquia con la Misa matutina, adoración, Misa principal que es ofrecida por los barrios, adoración y la Misa vespertina.
El día 10 es el más grande de la fiesta, todo se hace como en los días anteriores, pero por la tarde se procesiona al Santísimo Sacramento por los ocho barrios y algunas colonias, acompañado por los sacerdotes, las sociedades con sus estandartes, bandas de viento y pueblo en general. Cada barrio coloca una capillita representativa del Santo Patrono y al paso de la procesión por cada barrio y su poza éstos lanzan innumerables cohetes, algunos barrios ofrecen hortalizas como es el barrio de San Juan o ponen tapetes de aserrín como el barrio de La Asunción.
Al final de la procesión se clausura la fiesta con la Santa Misa y la quema de castillos pirotécnicos.

### Semana Santa
Marzo-abril
anterior al 5 domingo de Cuaresman el este día la imagen del señor de las palmas sale en procesión de la parroquia hacia la casa de una familia que donara una vestimenta nueva para la imagen y le ofrecerán un novenario Domingo de Ramos Esté día se conmemora la entrada de Jesús a Jerusalén por lo que alrededor de las 10 a. m. inicia una procesión por el pueblo con la imagen del Señor de la palmas acompañado por Varones vestidos de los 12 apóstoles, la procesión llega alrededor de las 12:30 a la parroquia para iniciar a la 1:00 p. m. la misa solemne.
Lunes, martes y miércoles santo Estos días los oficios religiosos se hacen como de ordinario a las 8 a. m. y 6 p. m. y se hacen confesiones extraordinarias.
Triduo Pascual
Jueves Santo
Las celebraciones empiezan alrededor de las 5 de la tarde con la misa vespertina de la cena del señor en la que los sacerdotes le lavan los pies a los 12 varones vestidos de apóstoles terminando la misa se inicia una procesión por el templo con el Santísimo Sacramento, después de terminada la procesión inicia la Adoración al Santísimo hasta las 8 p. m. en la que penitentes encapuchados llegan a la parroquia para el prendimiento. Terminado el prendimiento sigue la adoración al Santísimo Sacramento hasta La madrugada del viernes santo.
Viernes Santo
Las Celebraciones empiezan alrededor de las 9 o 10 a. m. con el viacrucis con imágenes de Jesús de Nazaret (imagen de cristo vestido de púrpura y con corona de espinas) la Virgen de los dolores, la Magdalena(Vestidas de negro) y san Juan apóstol, por los barrios del pueblo para posteriormente llagar a la parroquia a la 1 p. m. para iniciar el rito de las 7 palabras y la representación de la muerte de Cristo. A las 5 de la tarde empieza la celebración oficial del día en la que marca la adoración a la cruz. 
A las 7 de la noche empieza el pésame a la Virgen de los dolores con un rosario ofrecido por los grupos parroquiales. Alas 8 de la noche inicia la procesión del silencio en la que penitente encapuchados procesionan al Santo Entierro(imagen de Cristo muerto) acompañado por los signos de la pasión(cruz, clavos, corona de espinas, letrero con la causa de la condena)en una urna, la Virgen de los dolores, la Magdalena(vestidas de negro) san Juan Apóstol(vestido de color blanco y con un manto rojo o roza mexicano) y el sacerdote vestido como de cuaresma, los monaguillos con cruz alta y ciriales adornados con listones negros y morados y algunos ministros.
Sábado Santo
La fiesta de Pascua inicia a las 9 de la noche cuando inicia la misa de Resurrección en la que se bendice el fuego nuevo en ele atrio de la parroquia e inicia una procesión con el cirio pascual hacia la parroquia para después cantar el pregón pascual, así como leer las lecturas con su salmo y después cantar el Himno de Gloria y seguir el ordinario e la misa.
Domingo de Resurrección
En este día las celebraciones son como cualquier domingo Ala 1 de la tarde inicia la Misa Solemne de Resurrección y terminando esta todo el pueblo de San Pedro Tláhuac sale al carnaval y celebrar la victoria de cristo sobre la muerte.

### Fiesta Patronal
Es la fiesta más grande del pueblo; se celebra a San Pedro Apóstol. La fiesta comienza dos domingos antes del 29 de junio con una procesión solemne por las principales calles del pueblo, el lunes siguiente se empieza un novenario. El sábado antes del 29 de junio se inaugura la feria por el Jefe Delegacional y los comisionados de barrios y colonias, de ahí todos los días hay eventos culturales como lo son bailables, presentaciones musicales, etc. Tanto en la Explanada Delegacional como en el Centro Social de Barrio todo el centro histórico de Tláhuac es tomado por comerciantes que ofrecen sus productos así como policías y granaderos que se encargan de vigilar la fiesta. Los días más importantes son el 28, 29, 30 de junio y 1 de julio
28: en este día empiezan las celebraciones. En las avenidas que se sitúan enfrente de la iglesia se presentan bandas de música. La primera que es más moderna y grupera donada por el barrio de la Guadalupe y la segunda más sinfónica y para gente adulta por el barrio de la Magdalena, y en el quiosco se presenta otra banda igual que la primera pero esta donada por el barrio de San Mateo, posteriormente alrededor de las 4 o 5 de la tarde sale la portada (que es donada por los comerciantes de la central de abasto radicados en el pueblo) que será puesta en la entrada de la parroquia. Posteriormente sale una pequeña imagen de la parroquia hacia algún embarcadero ubicado en los barrios de San Juan o Santa Ana donde la imagen acompañada del Párroco, Jefe y estructura Delegacional, los comisionados y la reina, las princesas y la señorita fotogenia y Miss Simpatía de la feria, inicia un recorrido por la chinampería y canales de San Pedro Tláhuac donde muchos propietarios instalan juegos pirotécnicos que son encendidos cuando pasa la imagen, el recorrido termina en el Lago de los Reyes de donde la imagen es llevada a la parroquia con la ofrenda de los campesinos que son las hortalizas que se produjeron durante el año para iniciar una serenata al Santo Patrono que finaliza en la madrugada del 29 de junio. Este último es el día más importante de la fiesta. Las actividades empiezan con las tradicionales mañanitas ofrecidas por los barrios y continúan varias actividades que se suspenden a la 1 de la tarde que es la hora en la que se celebra la Misa Principal y que cuenta con la participación de los organizadores de la feria así como diversos sacerdotes invitados. Terminando la misa se prosigue a la quema de salvas en honor de san Pedro Apóstol y danzas prehispánicas, después de que esto acaba siguen las actividades en la explanada delegacional y en el centro social de barrio hasta las 8 de la noche que prosigue con diferentes bailes en puntos de la plaza principal del Pueblo y quema de castillo. El Día 30 de junio se conmemora a los primeros santos mártires de la iglesia romana y que según la Iglesia Católica San Pedro Apóstol se encontraba entre estas víctimas por lo que este día se conmemora al 
Apóstol Pedro y sus compañeros de martirio con una Misa Solemne a la 1 de la tarde que prosigue con las participaciones finales de las bandas de música donada por los barrios y las fiestas siguen como de costumbre
Pasando los 4 días principales la feria continua hasta su clausura.

### Fiestas Patrias
Al ser la sede del gobierno local, San Pedro Tláhuac, se convierte en el centro de las celebraciones patrias en la alcaldía. 
El día 13 se septiembre se realiza la ceremonia cívica por la Gesta Heroica de Chapultepec, que es presidida por el o la Alcalde y su estructura. 
El día 15 se da el Grito de Independencia por parte del alcalde, se procede a la quema de fuegos pirotécnicos y la verbena popular.
El 16 de septiembre las calles de San Pedro Tláhuac son el escenario del desfila cívico en el cual gente de otros pueblos y colonias vienen a desfilar
El 19 se lleva a cabo la ceremonia luctuosa por los sismos de 1985 y 2017

### Día de Muertos
Los preparativos para estos días inician desde el mes de julio, es decir una vez pasando la fiesta patronal y antes del 16 de julio, fiesta de la virgen del Carmen, se siembra la flor de Cempasúchil, aprovechando las lluvias del verano y otoño. La romería o venta de productos inicia un fin de semana antes.
La fiesta de muertos inicia el día 30, donde los niños del pueblo empiezan a pedir calaverita, para ello se va a las chinampas a cortar chilacayote de entre 10 y 20 cm de alto, se le hace una cara y por dentro se coloca una vela.
En esos días, los comerciantes del pueblo instalan una romería donde se comercian los productos para la ofrenda.
Durante las vísperas del Día de Muertos, la Alcaldía y diversos grupos y colectivos culturales, así como escuelas montan ofrendas, escenografías en La Exlpanada de la Alcaldía, el atrio de la parroquia, los andadores Hidalgo y Cuitláhuac, el embarcadero del Lago de los Reyes y por supuesto el panteón.
La ofrenda y los escenarios están dedicados a diversos personajes, aunque hay tradicionales que cada año repiten, tales como la dedicada a los evangelizadores franciscanos en el atrio de la parroquia, la de Petra Cadena y el Charro Negro o el "Sendero de las Animas" que la alcaldía pone a lo largo del andador Hidalgo, pues va de la iglesia al panteón.
En esos días y hasta el 2 de noviembre, diversos propietarios de chinampas ofrecen las ya tradicionales obras de teatro de La Llorona.
Los días más importantes de esta celebración son el 1 y el 2 de noviembre.
El día 1 las familias se reúnen para preparar el mole y arroz para la ofrenda, así como los tamales. Una vez caída la noche, salen diversas comparasas a bailar en el ya tradicional carnaval de muertos, recorren todo el pueblo con paradas obligadas en el centro del pueblo, donde en la explanada de la alcaldía hay eventos de música viva, y el panteón, esto reúne a muchos visitantes que prefieren quedarse a disfrutar que llegar al pueblo de Mixquic.
La gente natural del pueblo, tiene la costumbre de velar a los difuntos la noche de 1 y madrugada del 2 de noviembre, el panteón se llena de comida, música y alegría por estar con lo seres amados que ya partieron.
El día 2 se ofrece en el panteón y el parroquia diversas misas por los Fieles Difuntos

## Barrios y colonias
San Pedro Tláhuac está formado por ocho barrios que tienen sus orígenes en otros cuatro prehispánicos; y en siete colonias que son resultado de la urbanización de tierras ejidales y de cultivo.
Los cuatro barrios prehispánicos originales son: Tecpan al poniente, Tizic al sur, Teopancalco al oriente y Atenchicalcan al norte
Después de la conquista y evangelización los barrios prehispánicos pasaron a tomar nombres del santoral católico que los evangelizadores dieron, a su vez dos barrios se dividieron en tres.

### Tecpan
- Barrio de San Juan, en honor a San Juan Bautista.

- Barrio de Santa Ana, en honor a San Joaquín y Santa Ana.

- Barrio de Guadalupe, en honor a la Virgen de Guadalupe.

### Tizic
- Barrio de Los Reyes, en honor a la Epifanía del Señor.

- Barrio de La Magdalena, en honor a Santa María Magdalena.

- Barrio de San Miguel, en honor a San Miguel Arcángel.

### Teopancalco
- Barrio de San Mateo, en honor a San Mateo Apóstol.

### Atenchicalcan
- Barrio de La Asunción, en honor a la Asunción de la Santísima Virgen María.

### Colonias
Las colonias no forman parte del pueblo original, sino son resultado de la urbanización de tierras ejidales y de cultivo. Las colonias se encuentran en las periferias del pueblo, y generalmente es habitada por personas que emigraron.
Las colonias son San José y Santa Cecilia al norte, La Habana al oriente, San Andrés, Tierra y Libertad, Quiahutla y Atotolco al sur.

## Chinampas, ciénega y ejido
San Pedro Tláhuac es junto con San Andrés Mixquic, San Luis Tlaxialtemalco, San Gregorio Atlalpulco y Xochimilco uno de los cinco pueblos chinamperos en el mundo.
Las chinampas son el polígono de tierra y canales que se encuentran al poniente del pueblo y son delimitadas por el canal el Bordo, que inicia en la Avenida San Rafael Atlixco, continua hacia el poniente, luego al sur y finalmente al oriente para unirse al Canal de Chalco y desembocar finalmente al Lago de los Reyes.